# Catedral de San Eunano (Letterkenny)

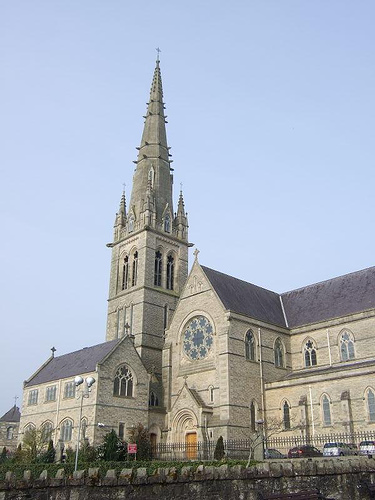
Catedral de San Eunano.

La Catedral de San Eunano y San Columba (en inglés, Cathedral of St. Eunan and St. Columba) es la catedral católica de Letterkenny, Condado de Donegal, Irlanda y sede de la diócesis de Raphoe. Se trata de la única catedral en todo el condado. El templo fue construido entre 1890 y 1990, siendo inaugurada en 1901, y en la actualidad sigue siendo el edificio más alto de la ciudad. La catedral está situada en Castel Street, en frente de la iglesia parroquial anglicana de Conwal.